# Crash Vegas
Crash Vegas was een Canadese folkrockband die in 1988 werd opgericht en begin jaren 1990 matig succes boekte.

## Bezetting
- Michelle McAdorey[4]
- Greg Keelor[5]
- Colin Cripps[6]
- Jocelyne Lanois[7]
- Ambrose Pottie[8]
- Darren Watson[9]

## Geschiedenis
De band werd geformeerd door Michelle McAdorey en Greg Keelor van Blue Rodeo in 1988, die ook een romantische relatie hadden. Ze hadden elkaar eind jaren 1970 ontmoet en McAdorey was later verschenen in de videoclip voor het nummer Try van Blue Rodeo. De twee konden het niet eens worden over een naam voor de band en kozen oorspronkelijk voor Giant Tambourine. McAdorey verklaarde dat ze zich uiteindelijk op Crash Vegas schikten door woorden rond te stuiteren, een naam die ze leuk vond vanwege zijn doordringende levendigheid. Jocelyne Lanois voegde zich bij de band als bassiste en kort daarna trad Ambrose Pottie toe als drummer. Het was een van de eerste acts die voortkwam uit het levendige Queen Street West-muziekcircuit, dat zich halverwege de jaren 1980 ontwikkelde in het centrum van Toronto.
Het eerste optreden van de band was in The Cameron House in Toronto en in de loop van het daarop volgende jaar speelde de band vele openingsshows voor Blue Rodeo, waaronder in de Horseshoe Tavern en The Rivoli en begon een uitgebreide schrijf- en repetitieperiode. Jocelyne stelde de band voor aan Hamilton-gitarist Colin Cripps, wiens invloed op de band toenam doordat hij akoestische en omringende gitaargeluiden creëerde, die de smachtende zang van McAdorey perfect aanvulden. Volgens Cripps leidde het verlangen van de band naar meer autonomie uiteindelijk tot het ontslag van Keelor, die de beslissing van de band ondersteunde, aangezien zijn inzet voor Blue Rodeo voorrang had. Keelor raadde Crash Vegas aan om te tekenen bij Risque Disque, een afdruk van Warner Music Canada en de band nam zijn eerste album op, dat werd geproduceerd door Malcolm Burn in de Kingsway-studio van Daniel Lanois (broer van Jocelyne) in Hamilton (Ontario) en New Orleans.
In juli 1990 bracht de band hun debuutalbum Red Earth uit. Muziekcriticus Michael Fischer verklaarde dat de band vergelijkbaar was met de Cowboy Junkies zonder de zinspelende angst en een Knight-Ridder-recensie suggereerde dat Crash Vegas een wakkere versie van Cowboy Junkies was. Deze laatste beschreef het geluid van de band ook als een combinatie van countrymuziek, popmuziek en Britse folkrock. De band maakte uitgebreide tournees door Canada en de Verenigde Staten, waaronder het openen van verschillende shows voor Daniel Lanois en Blues Traveler. De band trad op op het Edgefest op Canada Day in 1990. Ze trad ook op in A Gathering of the Tribes in oktober 1990, een muziekfestival in Californië georganiseerd door Ian Astbury en werd door een muziekcriticus van de Los Angeles Times beschreven als de minst bekende van het festival met artiesten die meer gehoor verdienden in een meer intieme omgeving. Het had verschillende opmerkelijke hits op de Canadese radio (Inside Out, Sky en Smoke) en leek klaar voor succes. Lanois verliet de band later dat jaar op scherpe voorwaarden en Risque Disque ging failliet, waardoor de band in het ongewisse bleef.
Crash Vegas tekende in 1992 een nieuwe deal met London/Polygram. Darren Watson verving Lanois voor het tweede album Stone, dat ook bijdragen van John Porter en Butch Vig bevatte. Het album, opgenomen in Los Angeles, was energieker dan Red Earth, maar het had ook een somberheid als gevolg van de ontbinding van McAdorey's romantische relatie met Keelor. Het nummer September Morning was een eerbetoon aan Gram Parsons, een countryrock pionier die in september 1973 overleed als gevolg van complicaties door recreatief drugsgebruik. Een recensie door Brooks en Wilson in The Spokesman-Review vermeldde dat het album weinig aan modegrillen of mode te danken had, met meeslepende teksten. Een recensie in de Toledo Blade vergeleek Crash Vegas opnieuw met de Cowboy Junkies. Crash Vegas had een moeilijke relatie met Polygram en de band verhuisde vervolgens naar Sony Music Canada, nadat ze een cover van Pocahontas had bijgedragen aan het album Borrowed Tunes uit 1994, het eerbetoon van het label aan Neil Young. Crash Vegas was een van de bands die getekend hadden om dat label te verjongen met meer straatgerichte artiesten, waaronder ook Junkhouse, Our Lady Peace, The Philosopher Kings en Melanie Doane. De band trad op tijdens Canada Day in 1993 op Edgefest. Ze nam ook deel aan de Another Roadside Attraction-tournee, georganiseerd door The Tragically Hip, met ook Midnight Oil en Hothouse Flowers als artiesten.
In 1995 verlieten Watson en Pottie de band halverwege de opname van hun derde album Aurora. De band, nu tot aan Cripps en McAdorey, voltooide het album met sessiemuzikanten John Borra en Mike Sloski als hun ritmesectie. Gavin Brown en Eric Chenaux namen de bas- en drumslots over tijdens de volgende tournee. De compact disc-publicatie verkocht tienduizenden exemplaren in Canada, maar werd niet uitgebracht in andere landen. In haar boek Misceallenous Female vertelt Damhnait Doyle dat ze, toen ze halverwege de jaren 1990 vanuit Newfoundland naar Toronto verhuisde, het nummer On and On (Lodestar) herhaaldelijk zou spelen met haar vrienden en uiteindelijk een cover van de song zou spelen in haar band Shaye. De single On and On (Lodestar) oogstte veel radio-airplay in Canada, werd de op een na hoogste hit in de carrière van de band en de muziekvideo was in april 1995 toegevoegd aan de MuchMusic-doorlopende afspeelrotatie. In 1996 ging de band uit elkaar. McAdorey streefde naar een solocarrière en Cripps ging naar Junkhouse en werd later achtergrondmuzikant voor Kathleen Edwards en Jim Cuddy. Jocelyne Lanois ging als bassist spelen voor Sarah McLachlan's publicatie Solace en ging op zoek naar muziek voor film. Ambrose Pottie werkt als graficus.

## Discografie

### Singles
- 1990:	Inside Out
- 1990:	Sky
- 1990:	Smoke
- 1993:	You and Me
- 1993:	Keep It to Myself
- 1994:	Pocahontas
- 1995:	On and On (Lodestar)

### Studioalbums
- 1990:	Red Earth
- 1993:	Stone
- 1995:	Aurora

### Muziekvideo's
- 1989:	Inside Out
- 1990:	Sky
- 1993:	You and Me
- 1993: Keep It to Myself
- 1994:	Pocahontas
- 1995:	On and On (Lodestar)